# Limnogyrinus
Il limnogirino (gen. Limnogyrinus) è un anfibio temnospondilo estinto, appartenente ai dissorofoidi. Visse tra il Carbonifero superiore e il Permiano inferiore (circa 311 - 295 milioni di anni fa) e i suoi resti fossili sono stati ritrovati in Europa.

## Descrizione
Questo animale è noto per numerosi esemplari e quindi è possibile una ricostruzione piuttosto dettagliata: doveva essere un animale simile a una salamandra, in cui gli esemplari adulti conservavano caratteristiche neoteniche come le branchie, in modo simile all'odierno axolotl (Ambystoma mexicanum). Limnogyrinus era dotato di un cranio piuttosto corto e molto ampio, soprattutto nella parte posteriore. Alcune caratteristiche richiamavano l'affine Branchierpeton, come le ossa postparietali e tabulari accorciate e la presenza di un'ampia insenatura dell'osso squamoso. Limnerpeton era inoltre caratterizzato dai condili dell'osso quadrato posizionati molto anteriormente rispetto a quelli occipitali, dall'osso lacrimale che si sovrapponeva al prefrontale con un notevole processo mediano, e dal tabulare sovrapposto al sopratemporale.

## Classificazione
I primi fossili di questo animale vennero ritrovati nel ben noto giacimento carbonifero di Nýřany in Repubblica Ceca, e furono inizialmente descritti con il nome di Limnerpeton elegans da Antonin Fritsch nel 1881. Successivamente, nel 1986 Milner istituì per questi resti il genere Limnogyrinus. Oltre alla specie tipo Limnogyrinus elegans del Carbonifero della Repubblica Ceca, a questo genere è stata ascritta una specie più recente, L. edani, descritta da Werneburg nel 1989 e proveniente dal Permiano inferiore della Turingia (Germania).
Limnogyrinus è considerato un membro dei dissorofoidi, un gruppo di anfibi di dimensioni medio-piccole che, nel corso del Carbonifero e del Permiano, occuparono differenti nicchie ecologiche e differenti habitat, da quelli strettamente acquatici a quelli più compiutamente terrestri. Limnogyrinus, in particolare, era un membro dei micromelerpetonidi, un gruppo di dissorofoidi acquatici che conservavano allo stadio adulto numerose caratteristiche giovanili. All'interno della famiglia, sembra che Limnogyrinus occupasse una posizione derivata, e che fosse ancestrale ai generi Nyranerpeton e Branchierpeton. Micromelerpeton ed Eimerisaurus, invece, sembrerebbero generi più basali a causa del cranio di forma allungata (Schoch e Witzmann, 2018).